# 1874
1874 (MDCCCLXXIV) byl rok, který dle gregoriánského kalendáře započal čtvrtkem.

## Události

### Česko
- 3. a 26. července – Zemské volby
- 5. listopadu – Konal se první ročník Velké pardubické
- 2. prosince – Na Šumavě byl zastřelen poslední vlk v Čechách
- Ukončení provozu koňky v Brně – první koňské tramvaje na území Česka

### Svět
- 24. července – Britové založili africkou kolonii Zlatonosné pobřeží (dnešní Ghana)
- 25.–27. července – Bitva u Abárzuzy
- 9. října – Ve švýcarském Bernu byla založena Světová poštovní unie
- 1. prosince – Island vyhlásil autonomii
- svatba bavorského vévody a pozdějšího očního specialisty Karla Teodora Wittelsbašského s portugalskou princeznou Marií
- Probíhala rakousko-uherská expedice k severnímu pólu (1872–1874)

## Vědy a umění
- 27. března – Premiéra Smetanovy opery Dvě vdovy v Prozatímním divadle
- 15. dubna–15. května – V Paříži se konala první výstava impresionistů
- 16. dubna – Premiéra Fibichovy opery Bukovín v Prozatímním divadle
- 20. října – Druhá premiéra přepracované Smetanovy opery Dvě vdovy, která měla mnohem větší úspěch než 1. verze z 27. března 1874
- 1. listopadu – Český vlastenec Vojta Náprstek založil Náprstkovo muzeum asijských, afrických a amerických kultur v Praze
- 18. listopadu – Bedřich Smetana dokončil 1. díl cyklu Má vlast - Vyšehrad
- 23. listopadu – Thomas Hardy vydává svůj román "Daleko od běsnícího davu" (Far from the Madding Crowd)
- 24. listopadu – Premiéra Dvořákovy opery Král a uhlíř v Prozatímním divadle
- 9. prosince – 1:49 – 6:26 UTC – přechod Venuše přes sluneční kotouč
- Německý matematik Georg Cantor publikoval teorii množin
- Francouzský ekonom Léon Walras vydal třetí stěžejní dílo marginalistické revoluce v ekonomii
- V Paříži se začala stavět bazilika Sacré-Cœur
- V Irsku navrhl Sandford Fleming jednotný dvacetičtyřhodinový denní čas pro celý svět, tzv. univerzální čas
- Francouzský inženýr Émile Baudot sestrojil první dálnopis s kombinační abecedou.

## Sport
- 5. listopadu – První Velká pardubická steeplechase se běžela o 8000 zlatých. Na startu stálo 14 koní. Dostih dokončilo pouhých 7 koní.

## Knihy
- Jules Verne – Doktor Ox

## Narození
Automatický abecedně řazený seznam viz Kategorie:Narození v roce 1874

### Česko

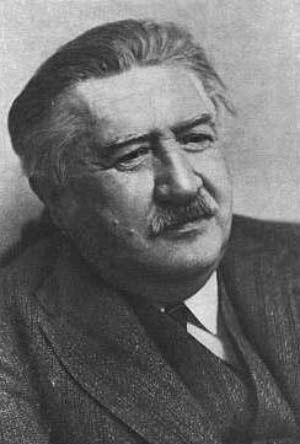
Josef Suk starší (* 4. ledna)

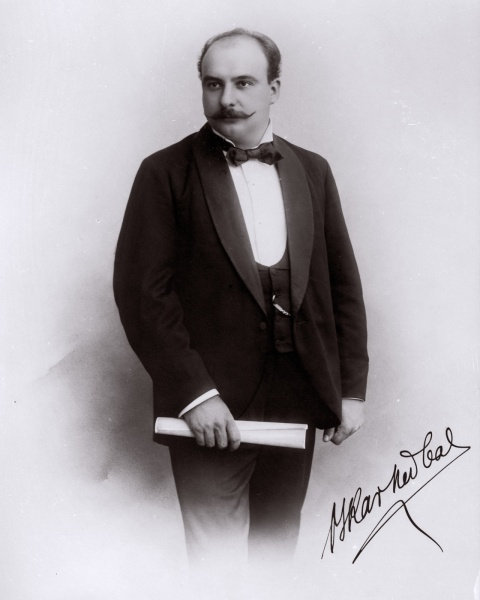
Oskar Nedbal (* 26. března)

- 4. ledna – Josef Suk starší, skladatel, houslista a pedagog († 29. května 1935)
- 6. ledna – Michael Kácha, novinář, anarchista a nakladatel († 12. května 1940)
- 9. ledna – Štěpán Zálešák, sochař a řezbář († 30. října 1945)
- 16. ledna
  - Václav Draxl, politik († 3. listopadu 1939)
  - Pavol Pavlačka, politik slovenské národnosti († ?)
- 18. ledna – Karel Sokol Elgart, spisovatel a pedagog († 21. července 1929)
- 28. ledna – Josef Sýkora, astronom a astrofyzik († 23. února 1944)
- 31. ledna – František Borový, nakladatel († 20. března 1936)
- 1. února – Josef František Svoboda, vlastivědný pracovník, historik a archivář († 28. března 1946)
- 4. února – Wenzel Salomon, malíř německé národnosti († 7. června 1953)
- 7. února – Josef Holý, politik († 6. února 1928)
- 12. února – Antonín Breitenbacher, kněz, historik a archivář († 8. srpna 1937)
- 16. února – Josef Johann Horschik, německý a český spisovatel († 24. dubna 1955)
- 19. února – Josef Šusta, historik, spisovatel a politik († 27. května 1945)
- 22. února – Antonín Blažek, architekt († 5. srpna 1944)
- 4. března
  - Jan Černý, premiér Československa († 10. dubna 1959)
  - Josef Šáda, politik († 24. června 1936)
- 7. března – Quido Kocian, sochař († 3. ledna 1928)
- 9. března – František Petrovický, politik († 28. září 1943)
- 17. března – Augustin Vološin, podkarpatskoruský duchovní, československý politik († 19. července 1945)
- 18. března
  - Josef Mandl, malíř († 5. prosince 1933)
  - Vojtěch Mastný, protikomunistický diplomat († 25. ledna 1954)
- 22. března – Bohumil Kučera, fyzik († 16. dubna 1921)
- 24. března – Kamilla Neumannová, nakladatelka († 26. března 1956)
- 26. března – Oskar Nedbal, hudební skladatel, dirigent a violista († 24. prosince 1930)
- 27. března – Jan Buzek, politik polské národnosti († 24. listopadu 1940)
- 5. dubna – Antonín Hradil, varhaník, dirigent a hudební skladatel († 18. srpna 1937)
- 11. dubna – Vilém Bitnar, literární a kulturní historik, spisovatel († 12. října 1948)
- 12. dubna – Antonín Hampl, ministr veřejných prací Československa († 17. května 1942)
- 17. dubna – Václav Vondřich, cyklistický, motocyklistický a automobilový závodník († 12. srpna 1943)
- 18. dubna – Alois Spisar, profesor Husovy československé evangelické fakulty bohoslovecké († 4. září 1955)
- 20. dubna – Josef Rous, řezbář a restaurátor († 1. srpna 1942)
- 24. dubna – Jaroslav Rychtera, politik († 12. listopadu 1948)
- 28. dubna – Emanuel Vencl, politik († 20. března 1939)
- 1. května – Eustach Cihelka, podnikatel a umělec († 25. listopadu 1947)
- 9. května – Josef Vraný, novinář a politik († 27. března 1937)
- 10. května – Alois Zych, fotograf († 20. července 1943)
- 18. května – Jaroslav Rouček, politik († 1948)
- 21. května – Josef Mařatka, sochař († 20. dubna 1937)
- 29. května – Karel Pavlík, sochař († 13. ledna 1947)
- 7. června – Antonín Baťa, starší bratr Tomáše Bati († 8. června 1908)
- 11. června – Robert Nádvorník, politik († ?)
- 15. června – Alexandr Sommer Batěk, popularizátor vědy, pacifista a esperantista († 6. dubna 1944)
- 16. června – František Neumann, dirigent a hudební skladatel († 25. února 1929)
- 21. června
  - Vladimír Krno, československý maďarské národnosti († 10. března 1955)
  - Zdeněk V. Tobolka, historik, politik a knihovník († 5. listopadu 1951)
- 24. června – Max Dvořák, historik umění († 8. února 1921)
- 26. června – Eliška Vozábová, jedna z prvních lékařek († 21. července 1973)
- 2. července – Antonín Novák, politik († ?)
- 8. července – Josef Keibl, československý politik německé národnosti († 20. listopadu 1952)
- 15. července – Josef Obeth, slezský sochař a restaurátor německé národnosti († 18. září 1961)
- 27. července
  - Bohumil Baxa, ústavní právník a politik († 5. června 1942)
  - Ludvík Tošner, pedagog, překladatel, sociální demokrat († 5. srpna 1916)
- 29. července – Noemi Jirečková, klavíristka († 13. února 1963)
- 1. srpna – Vilém Brodecký, politik († 21. ledna 1950)
- 5. srpna – Hynek Albrecht, amatérský entomolog († ? 1933)
- 12. srpna – Adolf Wenig, spisovatel, pedagog a překladatel († 19. března 1940)
- 24. srpna – Karel Hlaváček, básník a výtvarník († 15. června 1898)
- 4. září – Rozálie Hajníková, politička († 4. ledna 1951)
- 11. září – Bohumír Cigánek, biskup Církve československé (husitské) († 5. ledna 1957)
- 12. září – František Vápeník, politik († ?)
- 13. září – Robert Mayr-Harting, ministr spravedlnosti Československa († 12. března 1948)
- 21. září
  - Johann Jabloniczky, politik († 1950)
  - Čeněk Josef Lisý, politik († 1937)
- 10. října – František Lukavský, politik († 4. dubna 1937)
- 12. října – Ferdiš Juriga, československý slovenské národnosti († 23. listopadu 1950)
- 22. října – Jaroslav Marek, politik († 20. prosince 1945)
- 28. října – Karel Pelant, novinář, překladatel, esperantista († 24. ledna 1925)
- 30. října – Josef Skalák, politik († 9. března 1968)
- 2. listopadu – Barbora Markéta Eliášová, cestovatelka a spisovatelka, († 27. dubna 1957)
- 8. listopadu – Bedřich Bobek, ústavní soudce a politik († 1952)
- 10. listopadu
  - Otakar Bradáč, hudební skladatel († 11. ledna 1924)
  - Leopold Škarek, provinciál jezuitů († 23. března 1968)
- 18. listopadu – Josef Egem, pěvec a hudební skladatel († 8. srpna 1939)
- 21. listopadu
  - Antonín Pech, filmový režisér († 20. února 1928)
  - Josef Reyzl, československý novinář a politik německé národnosti († 30. října 1938)
  - Bohuš Zakopal, divadelní herec († 8. října 1936)
- 29. listopadu
  - Rudolf Schneider, československý politik německé národnosti († 22. ledna 1944)
  - Alois Šefl, horník, anarchosyndikalista, novinář a spisovatel († 16. června 1938)
- 1. prosince – František Nachtikal, fyzik († 12. dubna 1939)
- 5. prosince – Ernst Hirsch, československý politik německé národnosti († 4. února 1925)
- 9. prosince – Josef Adam, poslanec Českého zemského sněmu a meziválečný poslanec († 9. dubna 1967)
- 13. prosince
  - Jan Malkus, politik († 24. prosince 1951)
  - Bohuslav Procházka, politik († 22. února 1934)
- 20. prosince – Václav Posejpal, fyzik († 8. dubna 1935)
- 27. prosince – Bohuš Rodovský, politik († 17. prosince 1962)
- 30. prosince – Adolf Bohuslav Dostal, český básník, divadelní kritik a historik, dramatik († jaro 1940)
- ? – Emil Procházka, sportovní funkcionář († 23. června 1942)
- ? – Bedřich Schejbal, šermíř, olympijský medailista († ?)

### Svět
- 4. ledna

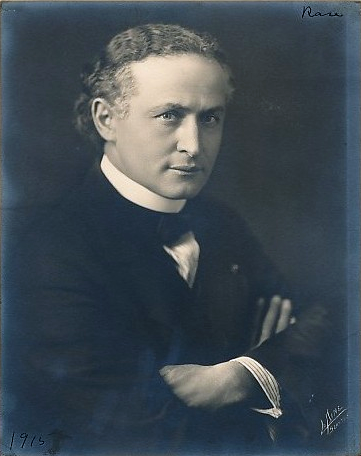
Harry Houdini (* 24. března)

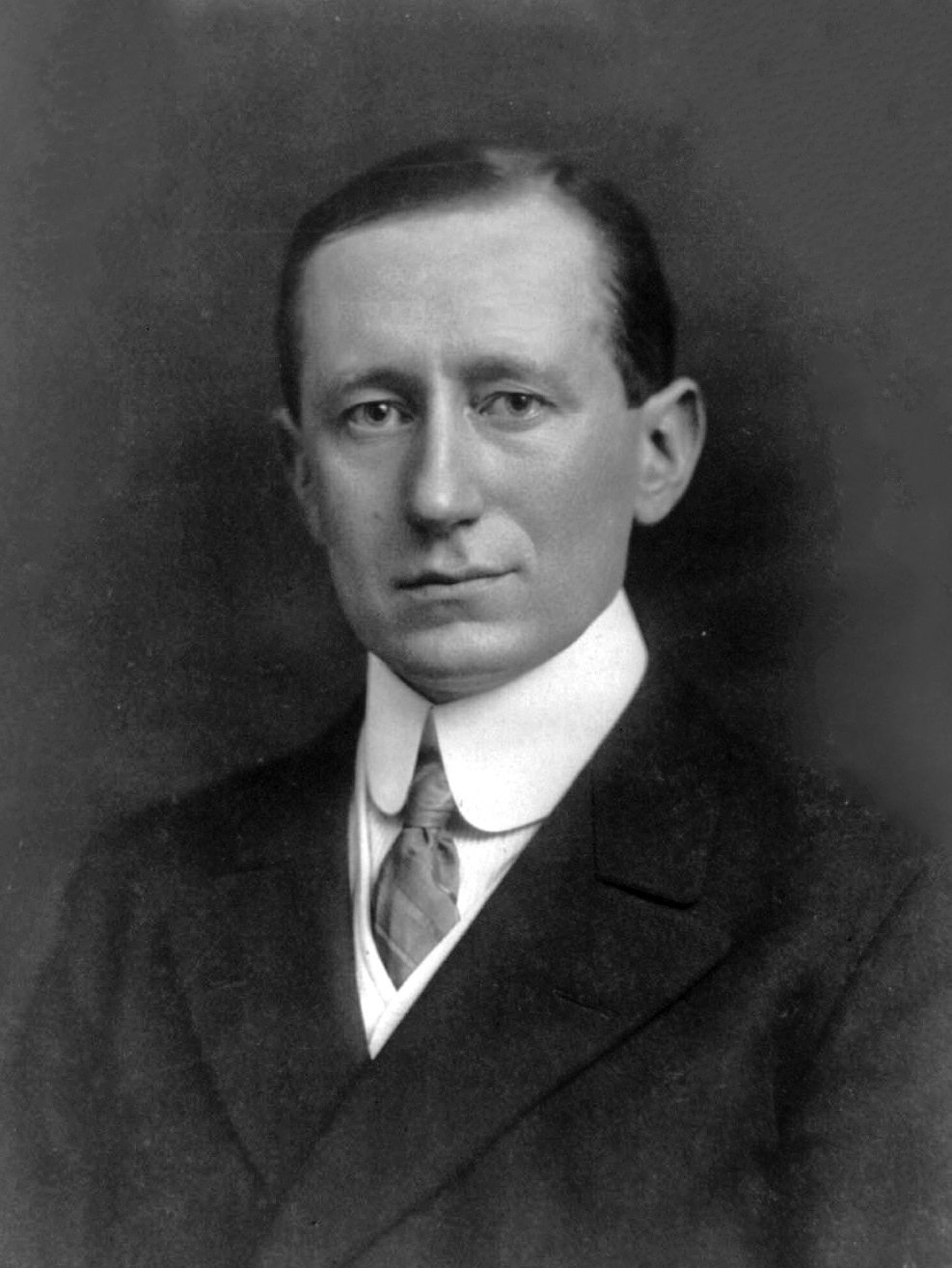
Guglielmo Marconi (* 25. dubna)

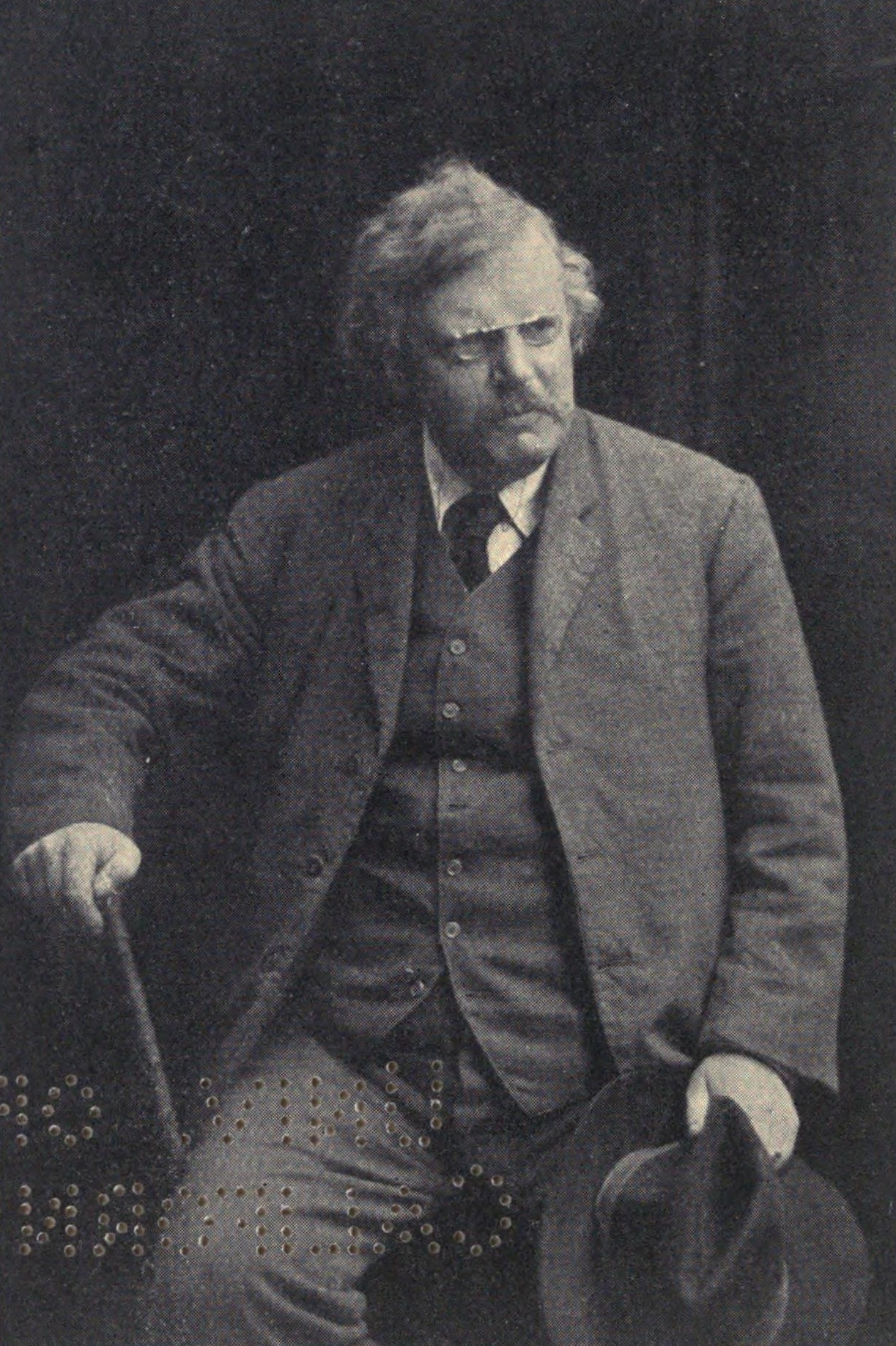
Gilbert Keith Chesterton (* 29. května)

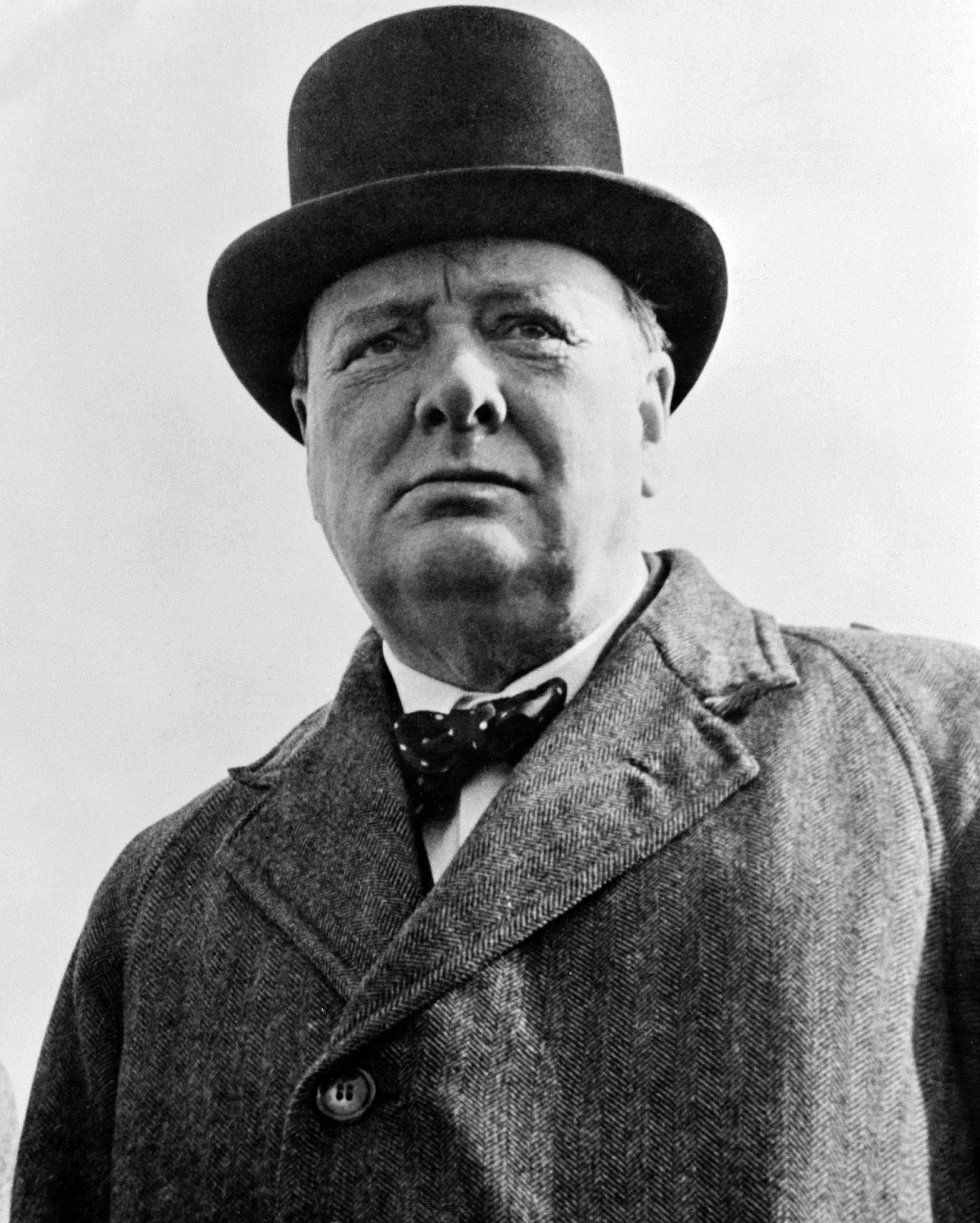
Winston Churchill (30. listopadu)

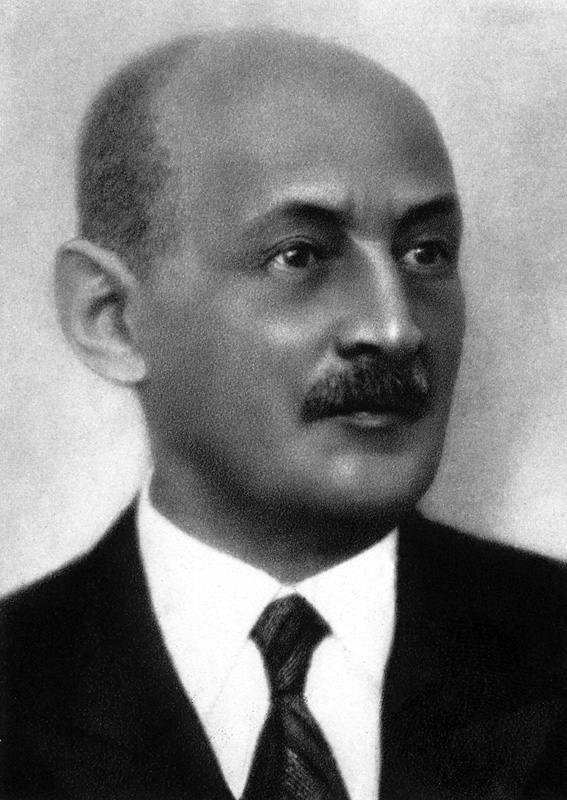
Janko Jesenský (30. prosince)

  - George Adee, americký fotbalista a tenista († 31. července 1948)
  - Svend Fleuron, dánský spisovatel († 5. dubna 1966)
- 8. ledna – Alžběta Marie Bavorská, princezna bavorská z rodu Wittelsbachů († 4. března 1957)
- 13. ledna – Jozef-Ernest van Roey, belgický arcibiskup a kardinál († 6. srpna 1961)
- 19. ledna
  - Bruno Paul, německý kreslíř, architekt a designér († 17. srpna 1968)
  - Jean de Tinan, francouzský spisovatel a novinář († listopad 1898)
- 21. ledna
  - René-Louis Baire, francouzský matematik († 5. července 1932)
  - Johannes Warns, protestantský teolog († 27. ledna 1937)
- 22. ledna – Wincenty Witos, předseda vlády Polska († 30. října 1945)
- 23. ledna – Juliusz Twardowski, polský politik († 1945)
- 25. ledna – William Somerset Maugham, anglický spisovatel († 16. prosince 1965)
- 28. ledna – Emanuel Weidenhoffer, ministr financí Rakouska († 18. října 1939)
- 1. února – Hugo von Hofmannsthal, rakouský spisovatel († 15. července 1929)
- 2. února – Kazimierz Nitsch, polský jazykovědec († 26. září 1958)
- 3. února – Gertrude Steinová, americko-francouzská spisovatelka († 27. července 1946)
- 5. února – Gabriel Delmotte, francouzský astronom a selenograf († 30. srpna 1950)
- 6. února – David Evans, velšský hudební skladatel († 17. května 1948)
- 8. února – Otto Glöckel, politik, autor rakouské školské reformy († 23. července 1935)
- 12. února – Auguste Perret, francouzský architekt († 25. února 1954)
- 15. února – Ernest Henry Shackleton, polární badatel irského původu († 5. ledna 1922)
- 17. února – Jovan Dučić, srbský básník († 7. dubna 1943)
- 19. února – Max Adalbert, německý divadelní a filmový herec († 7. září 1933)
- 23. února – Konstantin Päts, poslední prezident meziválečného Estonska († 18. ledna 1956)
- 26. února – Nikolaj Sergejevič Korotkov, ruský chirurg († 14. března 1920)
- 28. února – Vsevolod Emiljevič Mejerchold, ruský avantgardní režisér († 2. února 1940)
- 2. března – Karl Schlechter, rakouský šachový mistr († 27. prosince 1918)
- 11. března – Charles W. Gilmore, americký paleontolog († 27. září 1945)
- 13. března – Ellery Clark, americký atlet, olympijský vítěz († 17. února 1949)
- 14. března – Anton Philips, nizozemský podnikatel († 7. října 1951)
- 18. března – Nikolaj Berďajev, ruský křesťanský filosof († 24. března 1948)
- 21. března
  - Paul Abel, britský právník rakouského původu († 10. května 1971)
  - Alfred Tysoe, britský atlet, dvojnásobný olympijský vítěz († 26. října 1901)
- 22. března – Louis Delâge, francouzský průkopník automobilismu († 14. prosince 1947)
- 24. března
  - Luigi Einaudi, prezident Itálie († 30. října 1961)
  - Harry Houdini, americký kouzelník († 31. října 1926)
- 26. března – Robert Frost, americký básník a spisovatel († 29. ledna 1963)
- 29. března – Lou Hooverová, manželkou 31. prezidenta USA Herberta Hoovera († 7. ledna 1944)
- 15. dubna – Johannes Stark, německý fyzik, nositel Nobelovy ceny († 21. června 1957)
- 16. dubna – Herbert Adams, anglický autor kriminálních románů († 24. února 1958)
- 18. dubna – Ivana Brlićová-Mažuranićová, chorvatská spisovatelka literatury pro děti († 21. září 1938)
- 25. dubna – Guglielmo Marconi, italský fyzik a vynálezce († 20. července 1937)
- 28. dubna – Karl Kraus, rakouský spisovatel († 12. června 1936)
- 7. května – Lyman Briggs, americký fyzik a pedolog († 25. března 1963)
- 9. května – Howard Carter, britský archeolog († 2. března 1939)
- 12. května
  - Alfred Kastil, německý filosof († 20. července 1950)
  - Petr Ferdinand Toskánský, rakouský arcivévoda a titulární toskánský velkovévoda († 8. listopadu 1948)
- 24. května – Marie Hesenská, německá princezna a vnučka královny Viktorie († 16. listopadu 1878)
- 25. května – Otto Marburg, rakouský neurolog († 13. června 1948)
- 26. května – Laura Montoya Upegui, kolumbijská římskokatolická řeholnice a světice († 21. října 1949)
- 29. května – Gilbert Keith Chesterton, anglický spisovatel († 14. června 1936)
- 30. května – Ernest Duchesne, francouzský lékař, průkopník výzkumu antibiotik († 12. dubna 1912)
- 1. června – Pierre Souvestre, francouzský spisovatel a novinář († 26. února 1914)
- 9. června – Launceston Elliot, skotský vzpěrač, olympijský vítěz († 8. srpna 1930)
- 16. června – Fernand Bouisson, 111. premiér Francie († 28. prosince 1959)
- 22. června – Viggo Jensen, první dánský olympijský vítěz († 2. listopadu 1930)
- 5. července – Eugen Fischer, německý profesor antropologie a eugeniky. († 9. července 1967)
- 14. července – Abbás II. Hilmí, poslední egyptský chediv († 20. prosince 1944)
- 18. července – Jakub Lorenc-Zalěski, lužickosrbský spisovatel († 18. února 1939)
- 24. července – Oswald Chambers, skotský protestantský kazatel († 15. listopadu 1917)
- 28. července – Ernst Cassirer, německo-americký filosof († 13. dubna 1945)
- 6. srpna – Charles Fort, americký záhadolog († 3. května 1932)
- 10. srpna
  - Herbert Hoover, prezident Spojených států amerických († 20. října 1964)
  - Antanas Smetona, první litevský prezident († 9. ledna 1944)
- 13. srpna – Camille Alaphilippe, francouzský sochař († 1934)
- 18. srpna – Anna Černohorská, černohorská princezna († 22. dubna 1971)
- 20. srpna – Josef Klausner, židovský historik a politik († 27. října 1958)
- 22. srpna – Max Scheler, německý filosof a sociolog († 19. května 1928)
- 27. srpna – Carl Bosch, německý chemik († 26. dubna 1940)
- 31. srpna
  - Vjačeslav Menžinskij, sovětský politik († 10. května 1934)
  - Edward Thorndike, americký psycholog († 9. srpna 1949)
- 1. září
  - Ismar Elbogen, německo-židovský učenec a rabín († 1. srpna 1943)
  - Talat Paša, osmanský politik a hlavní představitel Mladoturků († 15. března 1921)
- 9. září – Edmund Blum, rakouský lékař a spisovatel († 14. dubna 1938)
- 13. září – Arnold Schoenberg, rakouský skladatel († 13. července 1951)
- 15. září – Alceste De Ambris, italský politik, odborář a novinář († 9. prosince 1934)
- 20. září – Nikolaj Aleksandrovič Semaško, sovětský politik a lékař († 18. května 1949)
- 21. září – Gustav Holst, anglický skladatel († 25. května 1934)
- 23. září – Ernst Streeruwitz, rakouský kancléř († 19. října 1952)
- 26. září – Lewis Hine, americký fotograf († 3. listopadu 1940)
- 8. října – István Bethlen, maďarský premiér († 5. října 1946)
- 9. října – Nikolaj Konstantinovič Rerich, ruský mystik, malíř, filozof, archeolog a spisovatel († 13. prosince 1947)
- 14. října – Hugo Erfurth, německý fotograf († 14. února 1948)
- 15. října
  - Constantin Ion Parhon, rumunský politik, vědec a lékař († 9. srpna 1969)
  - Alfréd Sasko-Koburský, princ a následník trůnu Sasko-kobursko-gothajského vévodství († 6. února 1899)
- 18. října – Jozef Gregor-Tajovský, slovenský spisovatel († 20. května 1940)
- 20. října – Charles Ives, americký hudební skladatel († 19. května 1954)
- 21. října – Charles Robert Knight, americký malíř († 15. května 1953)
- 31. října – Paul Ende, německý politik († 23. února 1957)
- 14. listopadu – Johann Schober, rakouský kancléř († 19. srpna 1932)
- 15. listopadu – August Krogh, dánský lékař, nositel Nobelovy ceny († 13. září 1949)
- 16. listopadu
  - Alexandr Vasiljevič Kolčak, ruský admirál († 7. února 1920)
  - Otto Mueller, německý expresionistický malíř († 24. září 1930)
- 27. listopadu – Chajim Weizmann, první prezident Izraele († 9. listopadu 1952)
- 29. listopadu – António Egas Moniz, portugalský neurolog a neurochirurg († 13. prosince 1955)
- 30. listopadu
  - Winston Churchill, britský politik († 24. ledna 1965)
  - Paul Masson, francouzský cyklista, olympijský vítěz († 30. listopadu 1945)
  - Lucy Maud Montgomery, kanadská spisovatelka († 24. dubna 1942)
- 1. prosince – Todor Lukanov, bulharský politik († 17. února 1946)
- 3. prosince – Pedro Poveda Castroverde, španělský světec, mučedník († 28. července 1936)
- 13. prosince – Ludwig Curtius, německý archeolog († 10. dubna 1954)
- 17. prosince – William Lyon Mackenzie King, premiér Kanady († 22. července 1950)
- 21. prosince
  - Josep Maria Sert, katalánský malíř († 27. listopadu 1945)
  - Tadeusz Boy-Żeleński, polský lékař, spisovatel a překladatel († 4. července 1941)
- 22. prosince – Franz Schmidt, rakouský violoncellista, klavírista a skladatel († 11. února 1939)
- 30. prosince – Janko Jesenský, slovenský politik a spisovatel († 27. prosince 1945)
- ? – Ioannis Mitropulos, řecký gymnasta, olympijský vítěz († ?)
- ? – Leonidas Pyrgos, řecký šermíř, olympijský vítěz († ?)
- ? – Abbas Səhhət, ázerbájdžánský básník († 11. července 1918)

## Úmrtí
Automatický abecedně řazený seznam existujících biografií viz Kategorie:Úmrtí v roce 1874

### Česko

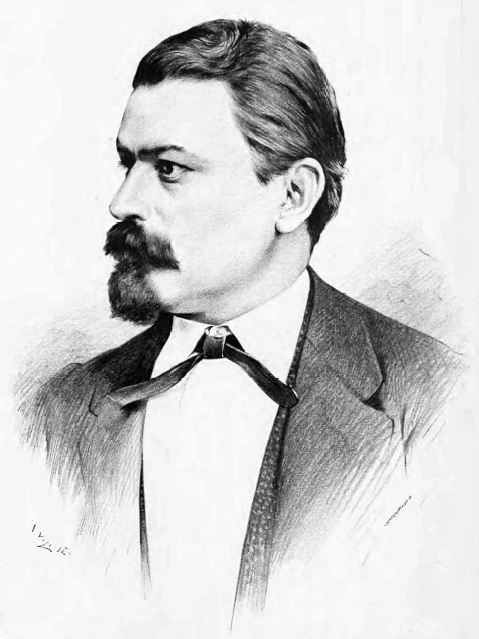
Vítězslav Hálek († 8. října)

- 22. ledna – Tomáš Burian, důstojník a učitel češtiny (* 5. června 1802)
- 9. února – Vincenc Bradáč, kněz, odborník na církevní hudbu a politik (* 3. dubna 1815)
- 26. února – Václav F. Kumpošt, zakladatel časopisu Vesmír (* 28. září 1843)
- 16. března – Ota Kříž, strojník, polárník a cestovatel (* 12. června 1845)
- 1. května – Vilém Blodek, hudební skladatel z období českého hudebního romantismu (* 3. října 1834)
- 6. května – Karel Vraný, skladatel, sbormistr a ředitel kůru (* 22. listopadu 1840)
- 19. června – Ferdinand Stolička, geolog a paleontolog (* 7. července 1838)
- 30. června – Anton Gschier, český politik německé národnosti (* 19. prosince 1814)
- 19. srpna – Emílie Nedvídková, první manželka básníka Josefa Václava Sládka (* 16. listopadu 1851)
- 7. září – Josef Wandrasch, starosta Znojma (* 1804)
- 8. října – Vítězslav Hálek, básník (* 5. dubna 1835)
- 20. listopadu – František Bronislav Kořínek, spisovatel publicista a pedagog (* 27. srpna 1831)
- 18. prosince – Arnošt Förchtgott Tovačovský, hudební skladatel (* 28. prosince 1825)
- 19. prosince – Josef Vorel, kněz a hudební skladatel (* 13. listopadu 1801)

### Svět

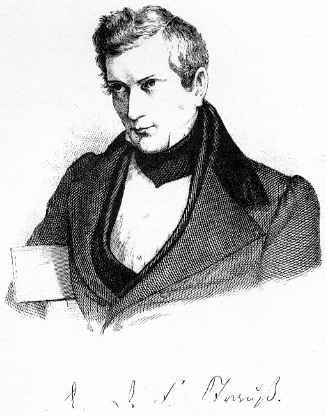
David Strauss († 8. února)

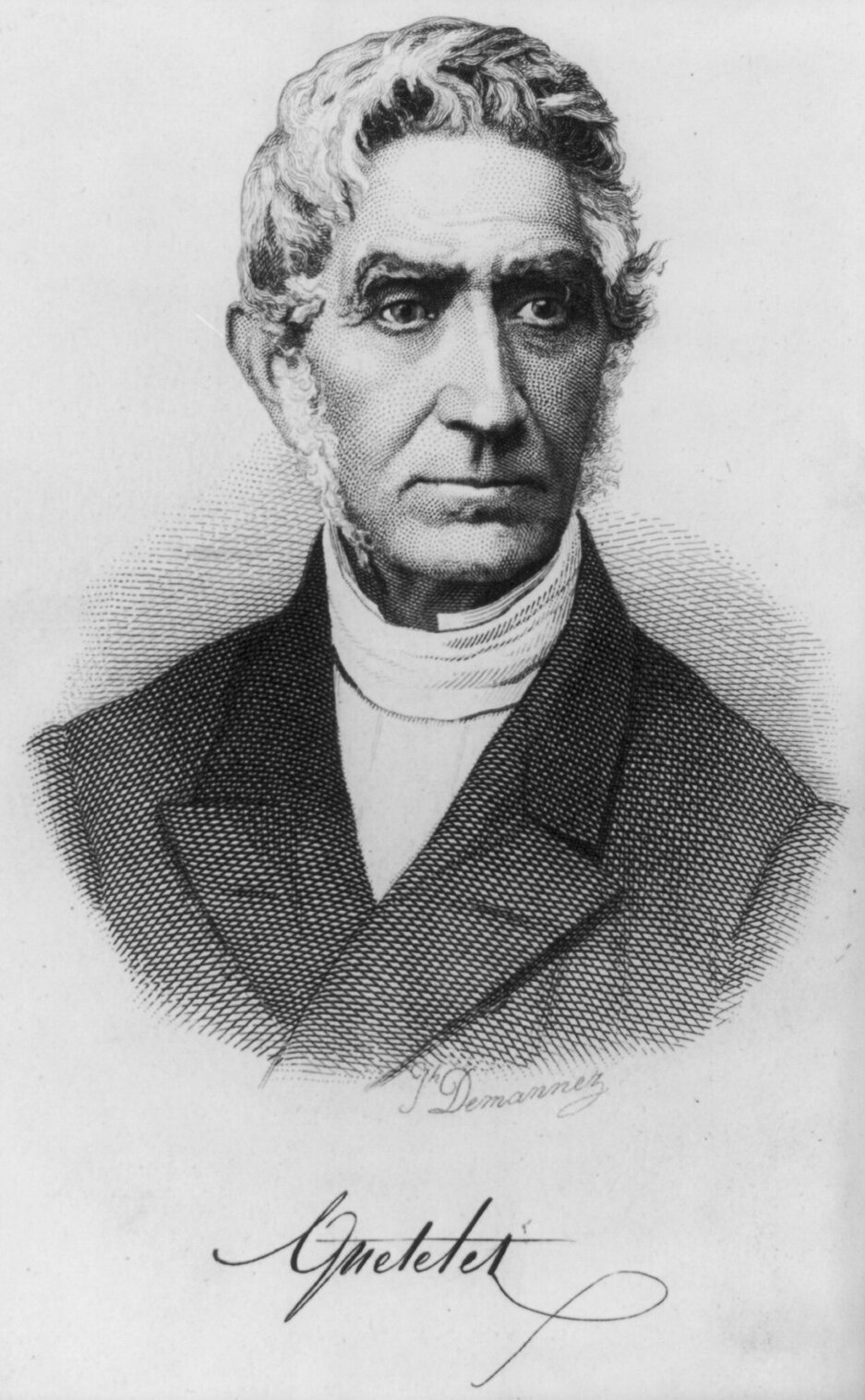
Adolphe Quetelet († 17. února)

- 19. ledna – August Heinrich Hoffmann von Fallersleben, německý básník (* 2. dubna 1798)
- 26. ledna – Félix Édouard Guérin-Méneville, francouzský entomolog (* 12. října 1799)
- 2. února – Lunalilo, havajský král (* 31. ledna 1835)
- 8. února – David Strauss, německý filozof (* 27. ledna 1808)
- 9. února – Jules Michelet, francouzský historik (* 21. srpna 1798)
- 17. února – Adolphe Quetelet, belgický astronom, statistik a sociolog (* 22. února 1796)
- 8. března – Millard Fillmore, prezident Spojených států amerických (* 7. ledna 1800)
- 10. března
  - Moritz Hermann Jacobi, německý a ruský fyzik (* 21. září 1801)
  - Jean Cruveilhier, francouzský anatom (* 9. února 1791)
- 14. dubna – Josiah Warren, americký anarchista(* 1798)
- 5. května – Charles Gleyre, švýcarský malíř (* 2. května 1806)
- 16. května – Eugène Durieu, francouzský fotograf (* 1800)
- 19. května – Theodor Lichtenhein, německý šachový mistr (* leden 1829)
- 16. června – George Robert Crotch, britský entomolog (* 1842)
- 21. června – Anders Jonas Ångström, švédský astronom a fyzik (* 13. srpna 1814)
- 22. června
  - Ilija Garašanin, srbský politik (* 28. ledna 1812)
  - Howard Staunton, anglický šachový mistr (* duben 1810)
- 7. července – John Heneage Jesse, anglický historik (* 15. března 1815)
- 16. května – Eugène Durieu, francouzský fotograf (* 1800)
- 27. července – Anselm Salomon von Rothschild, rakouský bankéř, zakladatel banky Creditanstalt (* 29. ledna 1803)
- 9. srpna – Augustin Theiner, katolický církevní historik (* 11. dubna 1804)
- 12. září
  - Jean-Pierre Barillet-Deschamps, francouzský zahradní architekt (* 7. června 1824)
  - François Guizot, francouzský historik a politik (* 4. října 1787)
- 20. listopadu – Karel Ferdinand Rakousko-Těšínský, rakouský arcivévoda (* 29. července 1818)
- 5. října – Bryan Waller Procter, anglický básník (* 21. listopadu 1787)
- 26. října – Peter Cornelius, německý hudební skladatel a básník (* 24. prosince 1824)
- 7. prosince – Konstantin von Tischendorf, saský teolog (* 18. ledna 1815)
- 31. prosince – Francis Kiernan, britský anatom a lékař (* 2. října 1800)
- ? – Thomas Wilson Barnes, anglický šachový mistr (* 1825)

## Hlavy států
- Papež – Pius IX. (1846–1878)
- Království Velké Británie – Viktorie (1837–1901)
- Francie – Patrice de Mac-Mahon (1873–1879)
- Uherské království – František Josef I. (1848–1916)
- Rakouské císařství – František Josef I. (1848–1916)
- Rusko – Alexandr II. (1855–1881)
- Prusko – Vilém I. (1861–1888)
- Dánsko – Kristián IX. (1863–1906)
- Švédsko – Oskar II. (1872–1907)
- Belgie – Leopold II. Belgický (1865–1909)
- Nizozemsko – Vilém III. Nizozemský (1849–1890)
- Řecko – Jiří I. Řecký (1863–1913)
- Portugalsko – Ludvík I. Portugalský (1861–1889)
- Itálie – Viktor Emanuel II. (1861–1878)
- Rumunsko – Karel I. Rumunský (1866–1881 kníže, 1881–1914 král)
- Osmanská říše – Abdulaziz (1861–1876)
- USA – Ulysses S. Grant (1869–1877)
- Japonsko – Meidži (1867–1912)